# Berkshire
Berkshire (/ˈbɑːkˌʃə/) es un condado ceremonial de Inglaterra, Reino Unido. Tiene una población estimada, a mediados de 2022, de 958 803 habitantes.
Su superficie total es de 1262 km².
El 1 de abril de 1998 el condado fue oficialmente disuelto y sustituido por seis áreas de autoridad unitaria (Bracknell Forest; Reading; Slough; West Berkshire; Windsor y Maidenhead, y Wokingham), aunque, a efectos exclusivamente ceremoniales, la región mantiene su Lord Lieutenant, su High Sheriff y su título de Condado Real (Royal County).

## Principales ciudades
La mayor ciudad en población de Berkshire es Reading, aunque la más famosa de sus ciudades es probablemente Windsor, en la que se encuentra la más conocida de las residencias de la realeza.
Otras localidades importantes son:
- Slough
- Maidenhead
- Bracknell
- Newbury

## Puntos de interés
- Castillo de Windsor
- Castillo de Donnington
- Abadía de Reading